# Euclystis ustipennis
Euclystis ustipennis är en fjärilsart som beskrevs av Walker 1865. Euclystis ustipennis ingår i släktet Euclystis och familjen nattflyn. Inga underarter finns listade i Catalogue of Life.